# Grote Prijs van de Etruskische Kust 2006
De Grote Prijs van de Etruskische Kust 2006 (Italiaans: Gran Premio Costa degli Etruschi 2006) was een wielrenwedstrijd die werd gehouden op zaterdag 4 februari in Italië. De wedstrijd, de opening van het Italiaanse wielerseizoen, ging over 193 kilometer van Bibbona naar San Vincenzo en nam 4 uur, 39 minuten en 30 seconden in beslag. De wedstrijd liep uit op een massasprint, waarin Alessandro Petacchi voor het tweede achtereenvolgende jaar de sterkste was en zijn eerste overwinning van 2006 aantekende.

## Uitslag
| Grote Prijs van de Etruskische Kust 2006 |                       |                                    |            |
| Plaats                                   | Naam                  | Ploeg                              | Tijd       |
| Winnaar                                  | Alessandro Petacchi   | Team Milram                        | 4u 39' 30" |
| 2                                        | Daniele Bennati       | Lampre-Fondital                    | z.t.       |
| 3                                        | Danilo Napolitano     | Lampre-Fondital                    | z.t.       |
| 4                                        | Andrus Aug            | Acqua & Sapone - Caffe Mokambo     | z.t.       |
| 5                                        | Krzysztof Szczawinski | Ceramica Flaminia                  | z.t        |
| 6                                        | Domenico Loria        | C.B. Immobiliare - Universal Caffe | z.t.       |
| 7                                        | Paolo Bossoni         | Tenax Salmilano                    | z.t.       |
| 8                                        | Daniele Colli         | Liquigas                           | z.t.       |
| 9                                        | Gabriele Bosisio      | Tenax Salmilano                    | z.t.       |
| 10                                       | Giosuè Bonomi         | Team Barloworld                    | z.t.       |

1997 · 1998 · 1999 · 2000 · 2001 · 2002 · 2003 · 2004 · 2005 · 2006 · 2007 · 2008 · 2009 · 2010 · 2011 · 2012 · 2013 · 2014 · 2015 · 2016 · 2017